# Compsopogonaceae
Compsopogonaceae, porodica crvenih algi, dio reda Compsopogonales. Postoji nekoliko vrsta u tri roda.

## Rodovi
1. Compsopogon Montagne, 7 vrsta
2. Compsopogonopsis V.Krishnamurthy, 1 vrsta
3. Pulvinaster J.A.West, G.C.Zuccarello & J.L.Scott, 1 vrsta